# Masterna (skulptur)

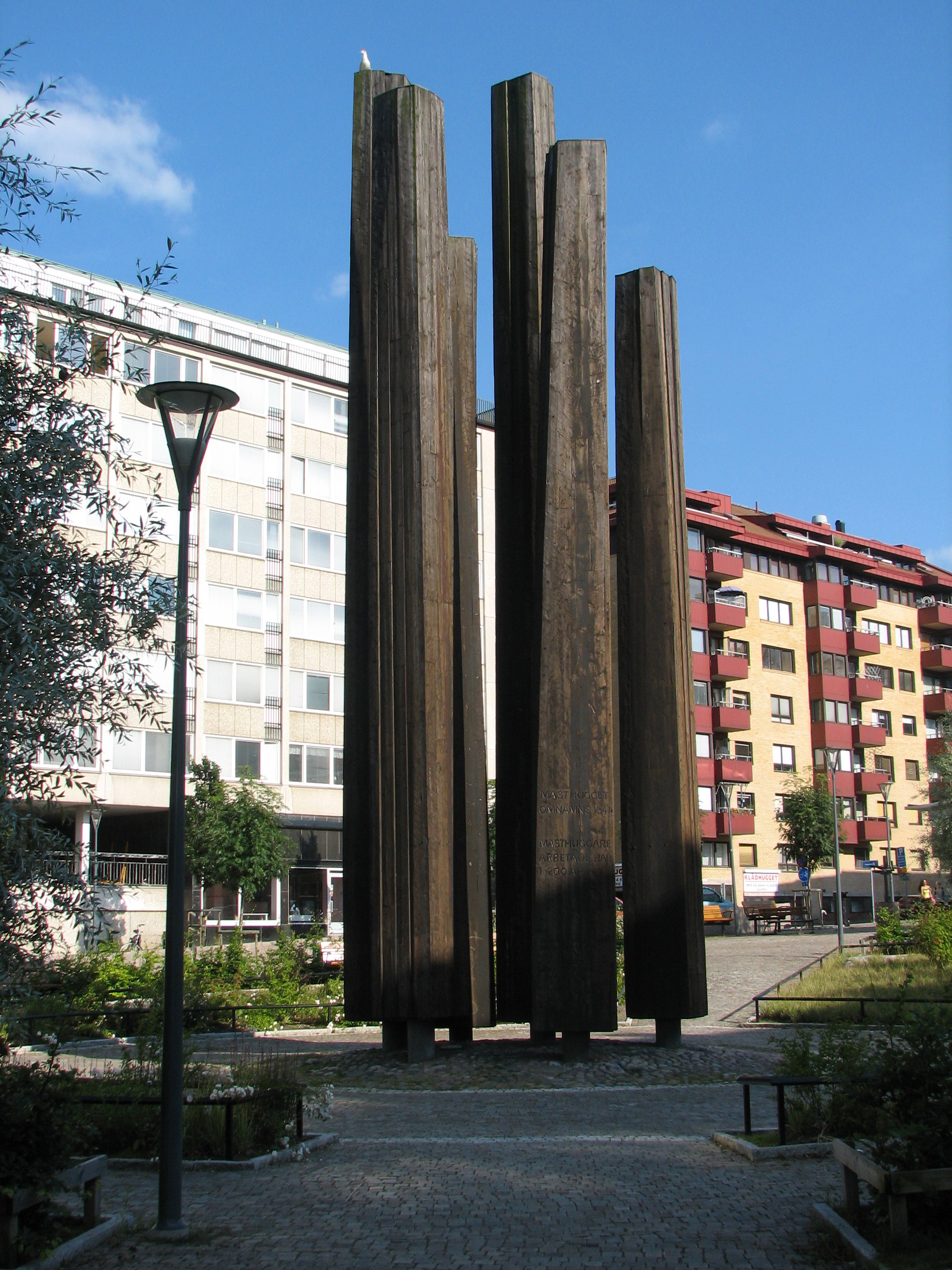
Masterna, vy mot sydost.

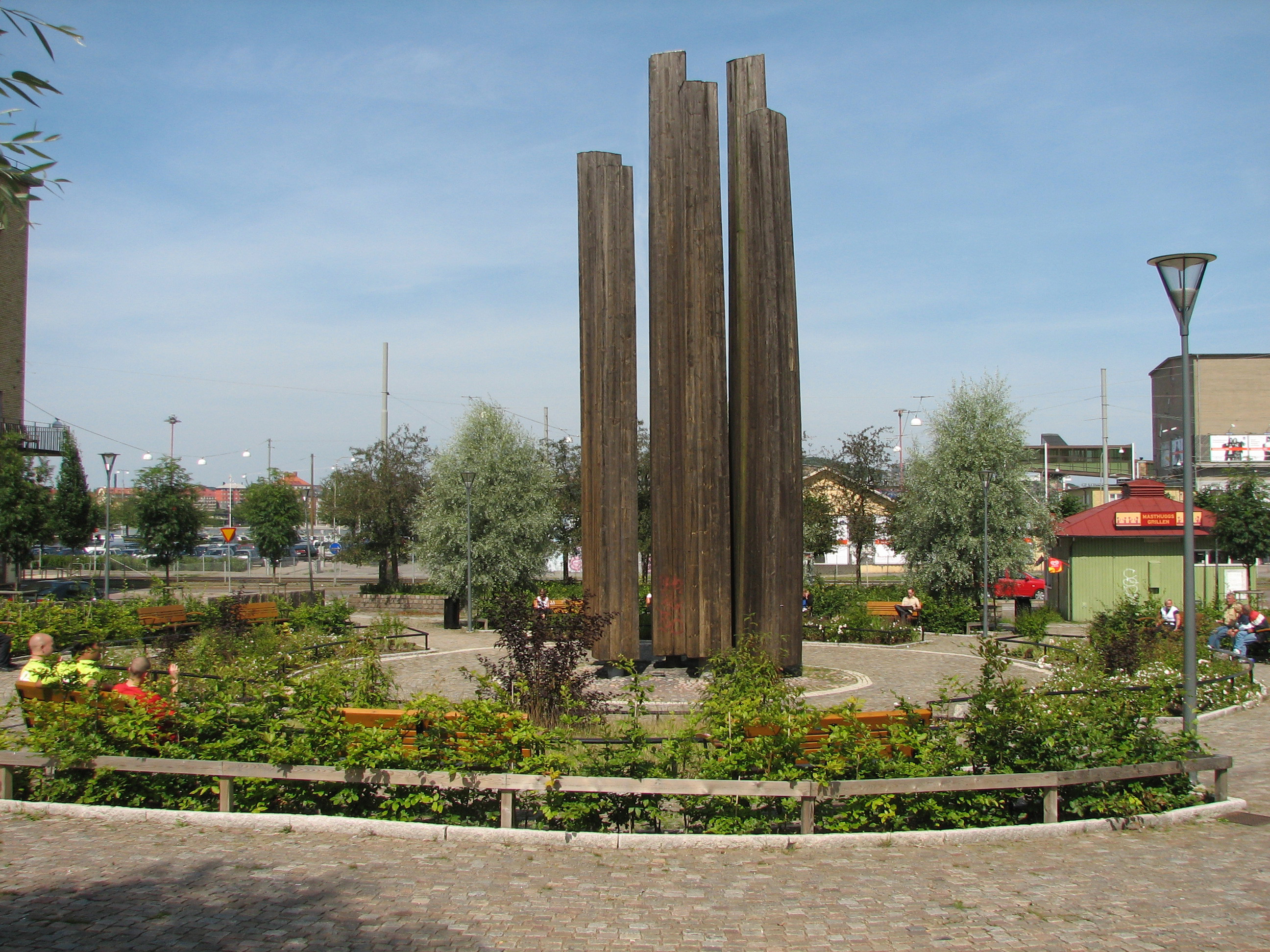
Masterna, vy mot norr.

Masterna är en träskulptur skapad 1971 av Erling Torkelsen och placerad mitt på Masthuggstorget i Göteborg. 
Sex master omger en i mitten. De är utförda i tjärad furu, 13,7 meter höga och konstruerade av plankor som limmats samman och därefter förstärkts med ektappar. De är förankrade i fundamentet genom en rörkonstruktion. Huggningen av masterna tog tjugo veckor och konstnären arbetade i tre år med skulpturen. 
Verket ska minna om masthandeln och de masthamnar som låg längs södra älvstranden. På en av masterna finns en inskription som lyder: Masthugget omnämns 1647. Masthuggare arbetade här i 200 år. Erling Torkelsen högg dessa master 1971. Charles Felix Lindbergs donationsfond.